# Бялосукня
Бялосукня (пол. Białosuknia) — деревня в Монькском повете Подляского воеводства Польши. Входит в состав гмины Гонёндз. Находится примерно в 9 км к северо-востоку от города Моньки. По данным переписи 2011 года, в деревне проживало 339 человек.

## История
В конце XIX века это был посад Белосукни Белостокского уезда Гродненской губернии. Его жителями была преимущественно мелкая шляхта, занимающаяся земледелием. В 1929 году деревня Бялосукня входила в состав гмины Долистово Щучинского повета, здесь проживало 517 человек, было два продуктовых магазина и ветряная мельница.